# Burrum-Coast-Nationalpark

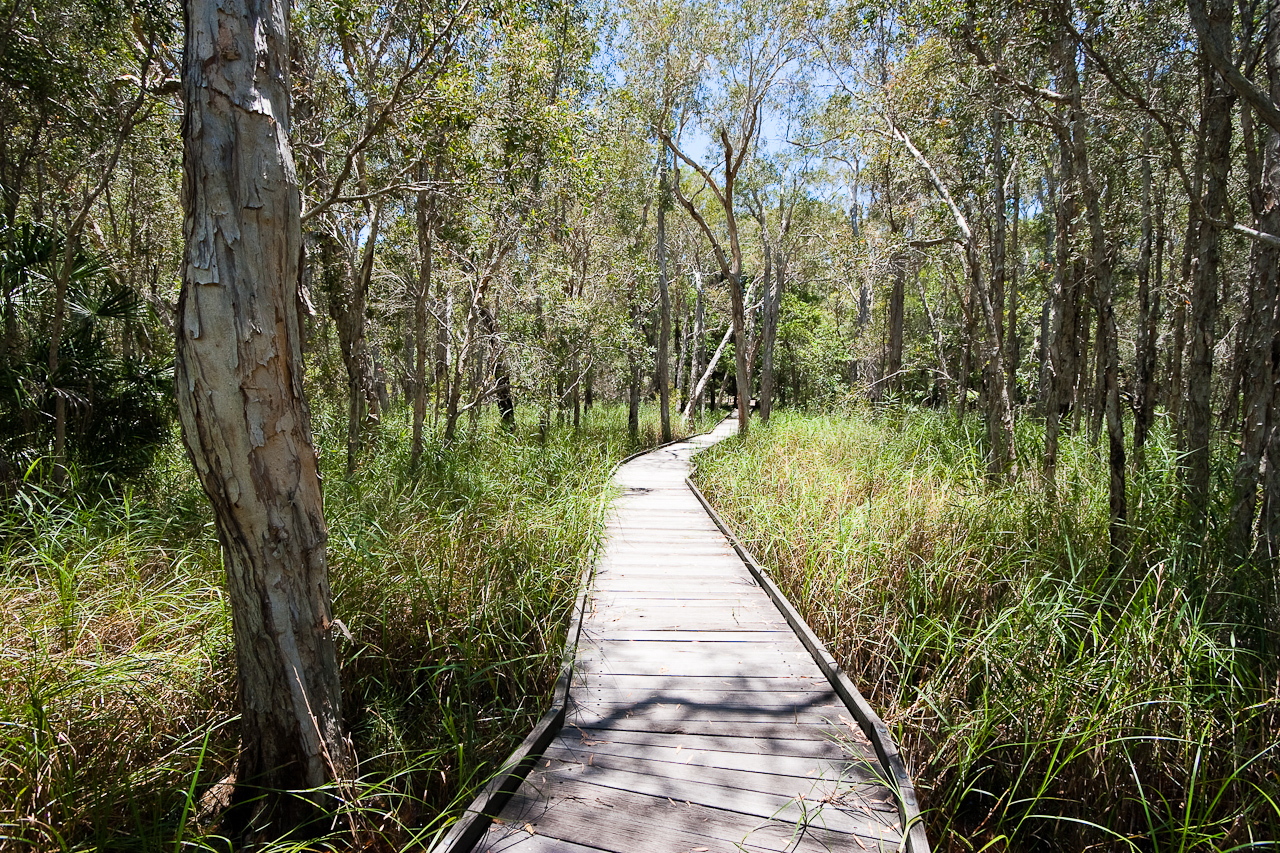
Im Burrum-Coast-Nationalpark

Der Burrum-Coast-Nationalpark (englisch Burrum Coast National Park) ist ein Nationalpark im Südosten des australischen Bundesstaates Queensland. Geschützt ist dort eine von der Zivilisation relativ unberührte Küstenebene mit küstennahen Feuchtgebieten.

## Lage
Das Naturschutzgebiet liegt 281 Kilometer nördlich von Brisbane. Er beginnt rund 15 Kilometer südlich von Bundaberg. Etwas weiter im Landesinneren befinden sich der Bingera- und Cordalba-Nationalpark.
Der Park, der sich über rund 30 Kilometer der Küste entlangzieht, besteht aus vier getrennten Abschnitten: Kinkuna, Woodgate, Burrum River und Buxton. Der Teil Burrum River Section liegt südlich der Mündung des Burrum River.

## Flora
An den Ufern des Burrum River finden sich Mangrovenwälder, während in den Gebieten mit dickerer Erdschicht verschiedene Eukalyptusarten zu finden sind, darunter auch der geschützte Goodwood Gum (Eucalyptus halli). In den Feuchtgebieten dominiert das Myrtengewächs Leptospermum laevigatum und die Krautpalme (Livistona australis). Daneben gibt es viele Wildblumen und auch Heideflächen.

## Einrichtungen
Der Park ist durch Wanderwege erschlossen. Bei Regenwetter ist die Zufahrt mit allradgetriebenen Fahrzeugen angeraten, sonst reichen normale Straßenfahrzeuge aus.

## Zufahrt
Der Nationalpark ist vom Bruce Highway zwischen Bundaberg und Maryborough aus auf Nebenstraßen zu erreichen. Die Strandorte Burrum Heads und Woodgate Beach werden vom Nationalpark umgeben.